# Attilio Calatroni
Attilio Calatroni (Brescia, 18 de julio de 1950) es un deportista italiano que compitió en esgrima, especialista en la modalidad de florete. Participó en los Juegos Olímpicos de Montreal 1976, obteniendo una medalla de plata en la prueba por equipos.

## Palmarés internacional
| Juegos Olímpicos | Juegos Olímpicos  | Juegos Olímpicos | Juegos Olímpicos    |
| Año              | Lugar             | Medalla          | Prueba              |
| ---------------- | ----------------- | ---------------- | ------------------- |
| 1976             | Montreal (Canadá) | Medalla de plata | Florete por equipos |